# Dan Fătuloiu
Dan Fătuloiu (n. 27 iunie 1956, Bogați, județul Argeș - d. 10 octombrie 2022, București) a fost un chestor român de poliție.
A fost, din 1994 până în 1997, inspector șef la Inspectoratul de Poliție al Județului Dâmbovița, după care, din 1997 până în 2000, inspector șef la Inspectoratul de Poliție al Județului Argeș.
În 2000 devine șef al Poliției Capitalei de unde, în 2004, ajunge director adjunct al Direcției Generale de Combatere a Crimei Organizate și Antidrog din cadrul Inspectoratului General al Poliției Române.
Un an mai târziu devine inspector general al Polției Române, funcție din care pleacă, în 2007, devenind șef al Biroului atașatului afacerilor interne în Statele Unite ale Americii, cu funcție de ministru-consilier.
A fost demis în noiembrie 2010 din funcția de secretar de stat, șef al Departamentului de Ordine și Siguranță Publică din Ministerul de Interne, după ce a fost implicat într-un scandal de dare de mită în care a fost implicat și omul de afaceri Cătălin Chelu.
În mai 2011 a fost numit atașat pe afaceri interne la Milano.
În noiembrie 2013 a ieșit la pensie.